# Bảo tàng Báo chí Việt Nam
Bảo tàng Báo chí Việt Nam (tiếng Anh: Vietnam Press Museum) nằm trong hệ thống bảo tàng quốc gia, trực thuộc Hội Nhà báo Việt Nam, được Thủ tướng Chính phủ ký quyết định thành lập ngày 28/07/2017. Lễ công bố Quyết định và ra mắt Bảo tàng được tổ chức ngày 16/08/2017. Ngày 19/06/2020, Bảo tàng Báo chí Việt Nam đã hoàn thành không gian trưng bày cố định và chính thức mở cửa đón khách tham quan.
Bảo tàng Báo chí Việt Nam có địa chỉ tại tầng 1-2-3, tòa nhà Hội Nhà báo Việt Nam, đường Dương Đình Nghệ, phường Yên Hòa, quận Cầu Giấy, thành phố Hà Nội.

## Thành lập
Bảo tàng Báo chí Việt Nam hình thành từ ý tưởng, tâm huyết gìn giữ, tôn vinh và phát huy mạnh mẽ truyền thống tốt đẹp của báo chí Việt Nam từ khi ra đời đến nay mà nòng cốt là báo chí cách mạng.
Ngày 21.8.2014, Đề án xây dựng Bảo tàng Báo chí Việt Nam do Hội Nhà báo Việt Nam triển khai hoàn thiện đã được Thủ tướng Chính phủ phê duyệt, trở thành bảo tàng chuyên ngành do Hội Nhà báo Việt Nam quản lý và được bổ sung vào "Quy hoạch tổng thể hệ thống bảo tàng Việt Nam đến năm 2020".
Từ tháng 8.2014 đến tháng 7.2017, Ban quản lý các dự án thành phần Đề án xây dựng Bảo tàng Báo chí Việt Nam đã triển khai đồng thời các hoạt động nghiên cứu, sưu tầm, xây dựng các bộ sưu tập hiện vật, tài liệu về báo chí và bước đầu xác lập Kho cơ sở, hình thành bộ máy nhân sự, đáp ứng các điều kiện quy định của Luật Di sản và được Bộ Văn hóa, Thể thao và Du lịch xác nhận đủ điều kiện thành lập bảo tàng.
Ngày 28.7.2017, Thủ tướng Chính phủ ký Quyết định thành lập Bảo tàng; Lễ công bố Quyết định và ra mắt Bảo tàng được tổ chức vào ngày 16.8.2017. Ngày 19.6.2020, Bảo tàng Báo chí Việt Nam khánh thành Hệ thống trưng bày thường xuyên và chính thức mở cửa đón khách tham quan.

## Nội dung

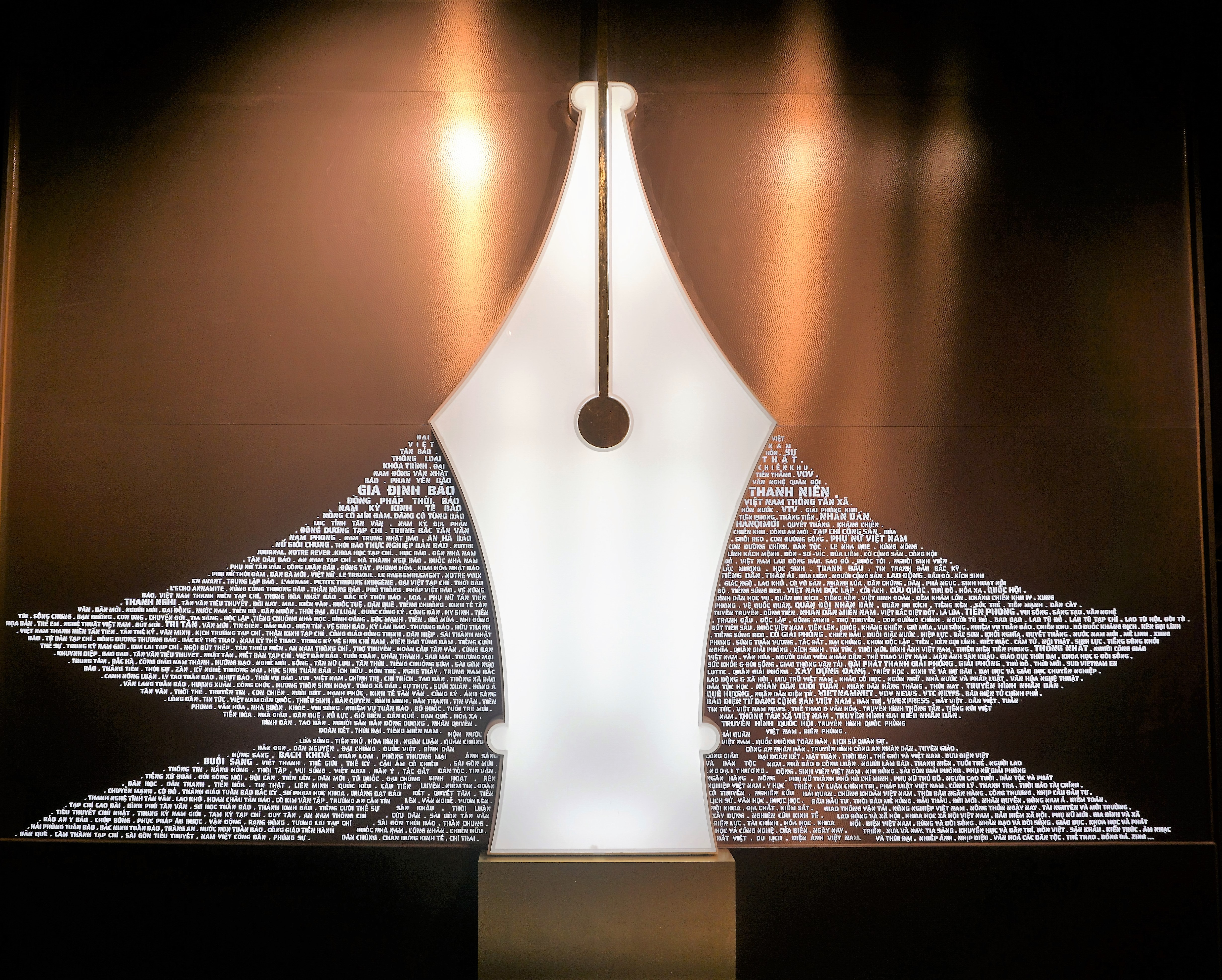
Biểu tượng ngòi bút và cánh sen trưng bày tại gian Khánh tiết

Các không gian trưng bày thường xuyên của Bảo tàng nhằm tái hiện lịch sử ra đời và phát triển của báo chí Việt Nam gắn với lịch sử đất nước và dân tộc; khẳng định những đóng góp to lớn trong các thời kỳ lịch sử từ 1865 đến nay của báo chí, đặc biệt là báo chí yêu nước và cách mạng. Các hiện vật, tài liệu được trưng bày có mục tiêu làm nổi bật sứ mệnh tiên phong của người làm báo Việt Nam các thế hệ, ở các vùng miền từ Nam đến Bắc; cho thấy vai trò xung kích của báo chí - một công cụ hữu hiệu để mở mang dân trí, chấn hưng dân khí, cổ vũ tự cường dân tộc, dân chủ và tiến bộ xã hội; là vũ khí sắc bén trong sự nghiệp đấu tranh giành độc lập, xây dựng và bảo vệ Tổ quốc; là nhân tố quan trọng góp phần xây dựng con người và văn hóa Việt Nam hôm nay. 
Trưng bày gồm 05 phần:

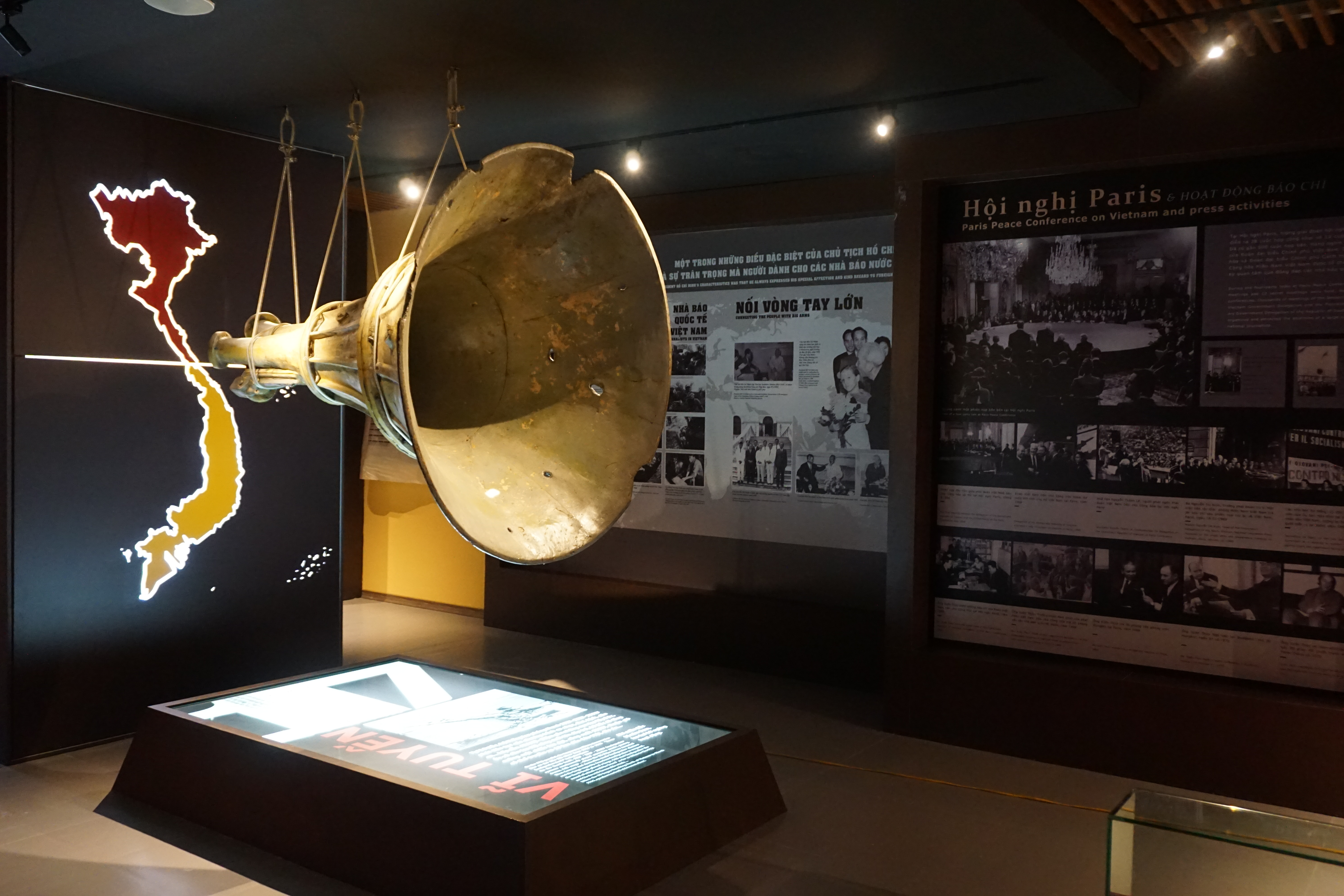
Loa bờ bắc sông Bến Hải trưng bày tại gian 1954-1975

Phần 1: Báo chí Việt Nam giai đoạn 1865-1925
Phần 2: Báo chí Việt Nam giai đoạn 1925-1945
Phần 3: Báo chí Việt Nam giai đoạn 1945-1954
Phần 4: Báo chí Việt Nam giai đoạn 1954-1975
Phần 5: Báo chí Việt Nam giai đoạn 1975 đến nay (Ngoài phần trưng bày cố định còn có các phần trưng bày cập nhật thường xuyên, bao gồm các nội dung chính: Báo chí Việt Nam 1975 - nay; Khám phá và trải nghiệm; Khu vực tra cứu; Khu vực Tưởng niệm; Khu vực trưng bày chuyên đề...)
Các không gian trưng bày của Bảo tàng sau khi đi vào hoạt động đã sớm phát huy công năng, phục vụ ngày càng hiệu quả các nhiệm vụ nghiên cứu, khai thác, giới thiệu và phát huy giá trị di sản báo chí, thu hút ngày càng nhiều khách trong và ngoài nước đến tham quan. Một số sự kiện do Bảo tàng tổ chức đã thu hút được sự quan tâm của đông đảo công chúng các giới, được các cơ quan báo chí đánh giá cao, điển hình là các cuộc Gặp gỡ, Tọa đàm, Trưng bày chuyên đề: "Báo chí Việt Nam - Một thế kỷ đề tài nữ, tác giả nữ"; "Gặp gỡ một số nhà báo tuổi 90"; "Wilfred Burchett - Ấn tượng Hồ Chí Minh và câu chuyện nhà báo chiến trường"; "Nhà báo Đỗ Đức Dục, một tấm lòng tha thiết yêu nghề"; "Nhà báo Quang Đạm: Ngọn bút vinh quang, cuộc đời thanh đạm"; "Nhà báo Trương Vĩnh Ký"; "Nghệ thuật tuyên truyền và đời sống đất nước trong tranh cổ động"; "Báo chí Việt Nam 1865-2020: Những ấn phẩm đầu tiên", "Báo chí Việt Nam 1946-1954: Từ Thủ đô Hà Nội đến Chiến khu Việt Bắc"...
30.000 đơn vị hiện vật được bảo quản trong Kho cơ sở và được xét chọn trưng bày, là kết quả của những nỗ lực lớn trong hoạt động sưu tầm các giai đoạn trước và sau khi thành lập Bảo tàng. Đặc biệt, Bảo tàng đã được nhiều cá nhân, tổ chức hiến tặng, chuyển nhượng nhiều sưu tập báo chí quý hiếm, có tuổi đời từ 100 đến 140 năm, nhiều bộ sưu tập báo cắt dán công phu và ý nghĩa với nhiều chủ đề ...
Bảo tàng đã tổ chức thành công 02 đề tài nghiên cứu khoa học "Phát huy giá trị di sản trường dạy làm báo Huỳnh Thúc Kháng", "Bước đầu nghiên cứu, phân loại nhóm hiện vật của Nhà báo Wilfred Burchett tại Bảo tàng Báo chí Việt Nam" và xuất bản 01 đầu sách mang tên "Trường dạy làm báo Huỳnh Thúc Kháng".
Vào dịp khai trương, Bảo tàng đã ký kết "hợp tác chiến lược" với 02 cơ sở đào tạo báo chí lớn trong nước là Học viện Báo chí và Tuyên truyền và Viện Đào tạo Báo chí và Truyền thông – Đại học Khoa học Xã hội và Nhân văn Hà Nội nhằm phối hợp phục vụ công tác nghiên cứu, giảng dạy, học tập với vị trí "Bảo tàng Báo chí -giảng đường thứ 2". Một số cơ sở đào tạo báo chí đã chủ động liên hệ, đưa sinh viên đến học tập, tham quan Bảo tàng, điển hình là sinh viên báo chí Trường Đại học Khoa học Xã hội và Nhân văn Hà Nội, Học viện Báo chí và Tuyên truyền, sinh viên Khoa Báo chí - Đại học Văn hóa, Khoa Quan hệ công chúng và Truyền thông - Đại học Nguyễn Trãi, Khoa Việt Nam học - Đại học Thủ đô...

## Khen thưởng
Ngày 14 tháng 01 năm 2021, Bảo tàng Báo chí Việt Nam được Thủ tướng Chính phủ tặng Bằng khen vì có thành tích trong công tác bảo tồn, phát huy các giá trị di sản văn hóa Báo chí cách mạng Việt Nam.